# مینیگاسترین
مینیگاسترین (به انگلیسی: Minigastrin) با فرمول شیمیایی C۷۰H۹۱N۱۵O۲۶ یک ترکیب شیمیایی با شناسه پاب‌کم ۱۶۱۳۱۰۰۸ است. که جرم مولی آن ۱۵۵۸٫۵۶ g/mol می‌باشد. 